# Opistholebes diodontis
Opistholebes diodontis är en plattmaskart. Opistholebes diodontis ingår i släktet Opistholebes och familjen Opistholebetidae. Inga underarter finns listade i Catalogue of Life.